# Paris-Roubaix Femmes 2024
La 4e édition du Paris-Roubaix Femmes a lieu le 6 avril 2024. Elle fait partie de l'UCI World Tour féminin 2024. Elle est remportée par la Belge Lotte Kopecky.

## Parcours
Si le circuit initial est légèrement modifié à partir du premier secteur pavé, le parcours est identique à l'édition précédente. La course s'élance de Denain. Le parcours comprend 148,5 km de distance, dont 29,2 km de pavés répartis en 17 secteurs. La Trouée d'Arenberg n'est pas au programme.

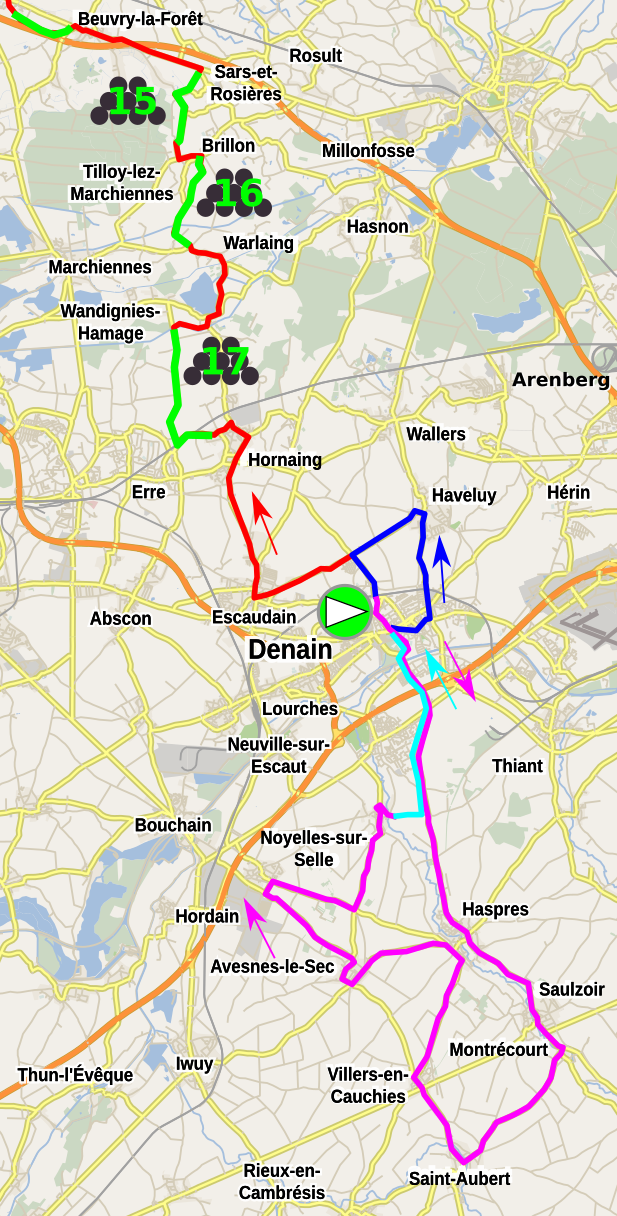
Première partie du parcours, secteurs pavés en vert.
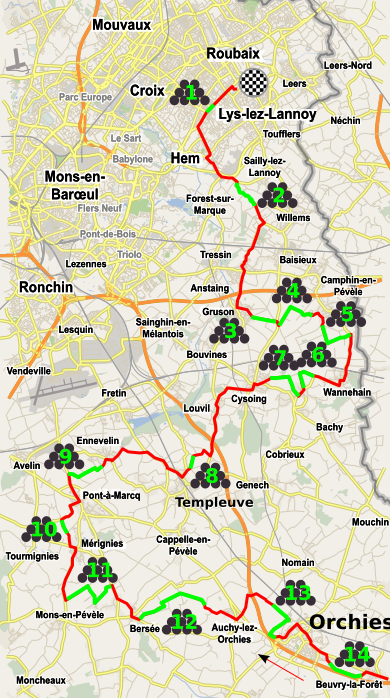
Parcours entre Orchies et Roubaix

| Secteur | Kilomètre | Localisation                              | Longueur  | Difficulté |
| ------- | --------- | ----------------------------------------- | --------- | ---------- |
| 17      | 66        | Hornaing > Wandignies-Hamage              | 3 700 m   | 04         |
| 16      | 73,5      | Warlaing > Brillon                        | 2 400 m   | 03         |
| 15      | 76,9      | Tilloy-lez-Marchiennes > Sars-et-Rosières | 2 400 m   | 04         |
| 14      | 83,3      | Beuvry-la-Forêt > Orchies                 | 1 400 m   | 03         |
| 13      | 88,3      | Orchies                                   | 1 700 m   | 03         |
| 12      | 94,4      | Auchy-lez-Orchies > Bersée                | 2 700 m   | 04         |
| 11      | 99,9      | Mons-en-Pévèle                            | 3 000 m   | 05         |
| 10      | 105,9     | Mérignies > Avelin                        | 700 m     | 02         |
| 9       | 109,3     | Pont-Thibaut > Ennevelin                  | 1 400 m   | 03         |
| 8       | 114,7     | Templeuve - l'Épinette                    | 200 m     | 01         |
| 8       | 115,2     | Templeuve - le Moulin-de-Vertain          | 500 m     | 02         |
| 7       | 121,6     | Cysoing > Bourghelles                     | 1 300 m   | 03         |
| 6       | 124,1     | Bourghelles > Wannehain                   | 1 100 m   | 03         |
| 5       | 128,6     | Camphin-en-Pévèle                         | 1 800 m   | 04         |
| 4       | 131,3     | Carrefour de l'Arbre                      | 2 100 m   | 05         |
| 3       | 133,6     | Gruson                                    | 1 100 m   | 02         |
| 2       | 140,3     | Willems > Hem                             | 1 400 m   | 03         |
| 1       | 147,1     | Roubaix                                   | 300 m     | 01         |
| Total   | Total     | Total                                     | 29,200 km | 29,200 km  |

## Équipes
| UCI Women's WorldTeams (15)- Roland - Movistar Team - AG Insurance-Soudal Team - Uno-X Mobility - Liv AlUla Jayco - UAE Team ADQ - Ceratizit-WNT Pro Cycling - FDJ-Suez - Team DSM-Firmenich PostNL - Canyon-SRAM Racing - Lidl-Trek - Team Visma \| Lease a Bike - SD Worx-Protime - Fenix-Deceuninck - Human Powered Health Équipes féminines continentales (9)- Winspace - Team Komugi-Grand Est - Team Coop-Repsol - VolkerWessels - Arkea-B&B Hotels women - Lifeplus Wahoo - Cofidis - St Michel-Mavic-Auber93 - EF Education-Cannondale |
| |

## Favorites
La favorite est la championne du monde Lotte Kopecky,, victorieuse sur les Strade Bianche. Marianne Vos,, après des victoires au Circuit Het Nieuwsblad et sur À travers les Flandres, semble également idéalement placée pour l'emporter. En l'absence d'Elisa Longo Borghini, vainqueur du Tour des Flandres et ancienne vainqueur de l'épreuve, Elisa Balsamo mènera l'équipe Lidl-Trek. Pfeiffer Georgi fait figure d'outsider.

## Déroulement de la course
Victoire Joncheray est la première échappée. Elle obtient jusqu'à une minute cinquante d'avance. Elle est néanmoins reprise dans la première heure de course. À cinquante-quatre kilomètres de l'arrivée, Lotte Kopecky accélère. Elle est accompagnée de Christina Schweinberger, Marianne Vos et Pfeiffer Georgi. Lorena Wiebes revient ensuite, mais est distancée sur incident mécanique. Dans le secteur de Mons-en-Pévèle, Ellen van Dijk provoque le regroupement. Van Dijk attaque à deux reprises, mais c'est Jade Wiel qui parvient à s'extraire du peloton. Elle a vingt-cinq secondes d'avance, mais est reprise dans le secteur numéro 6. Ellen van Dijk et Amber Kraak contrent. Kopeky, Vos et Elisa Balsamo reviennent sur la duo à dix-huit kilomètres de la ligne. Dans le carrefour de l'arbre, Balsamo est distancée mais parvient à tenir la roue de Georgi pour revenir sur la quatuor. Dans les dix derniers kilomètres, Kraak passe à l'offensive mais est marquée par Kopecky et Vos. Van Dijk ramène Balsamo et Georgi sur la trio. Van Dijk accélère par deux fois, Kraak tente aussi, mais la victoire se joue au sprint. Georgi lance le sprint aux deux cents cinquante mètres. Vos et Balsamo suivent immédiatement tandis que Kopecky, plus loin, temporise. La Belge les remonte dans les derniers mètres pour s'imposer sur le fil. Balsamo est deuxième.
| Deuxième | Vainqueure | Troisième |

## Classements finals

### Classement général final
| \| Classement général \| Classement général \| Classement général \| Classement général \| Classement général \| \| Coureuse \| Coureuse \| Pays \| Équipe \| Temps \| \| ------------------ \| ---------------------------- \| ------------------ \| -------------------------- \| ------------------ \| \| 1re \| Lotte Kopecky \| Belgique \| SD Worx-Protime \| 3 h 47 min 13 s \| \| 2e \| Elisa Balsamo \| Italie \| Lidl-Trek \| + 0 s \| \| 3e \| Pfeiffer Georgi \| Royaume-Uni \| Team dsm-firmenich PostNL \| + 0 s \| \| 4e \| Marianne Vos \| Pays-Bas \| Team Visma \\| Lease a Bike \| + 0 s \| \| 5e \| Amber Kraak \| Pays-Bas \| FDJ-Suez \| + 0 s \| \| 6e \| Ellen van Dijk \| Pays-Bas \| Lidl-Trek \| + 6 s \| \| 7e \| Lorena Wiebes \| Pays-Bas \| SD Worx-Protime \| + 28 s \| \| 8e \| Victoire Berteau \| France \| Cofidis \| + 28 s \| \| 9e \| Marie Le Net \| France \| FDJ-Suez \| + 28 s \| \| 10e \| Kimberley Le Court de Billot \| Maurice \| AG Insurance-Soudal Team \| + 28 s \| |                              |             |                            |                 |
| |                              |             |                            |                 |
| Source : ProCyclingStats |                              |             |                            |                 |
| Classement général |                              |             |                            |                 |
| Coureuse | Coureuse                     | Pays        | Équipe                     | Temps           |
| 1re | Lotte Kopecky                | Belgique    | SD Worx-Protime            | 3 h 47 min 13 s |
| 2e | Elisa Balsamo                | Italie      | Lidl-Trek                  | + 0 s           |
| 3e | Pfeiffer Georgi              | Royaume-Uni | Team dsm-firmenich PostNL  | + 0 s           |
| 4e | Marianne Vos                 | Pays-Bas    | Team Visma \| Lease a Bike | + 0 s           |
| 5e | Amber Kraak                  | Pays-Bas    | FDJ-Suez                   | + 0 s           |
| 6e | Ellen van Dijk               | Pays-Bas    | Lidl-Trek                  | + 6 s           |
| 7e | Lorena Wiebes                | Pays-Bas    | SD Worx-Protime            | + 28 s          |
| 8e | Victoire Berteau             | France      | Cofidis                    | + 28 s          |
| 9e | Marie Le Net                 | France      | FDJ-Suez                   | + 28 s          |
| 10e | Kimberley Le Court de Billot | Maurice     | AG Insurance-Soudal Team   | + 28 s          |

### UCI World Tour

#### Points attribués
| Position           | 1er | 2e  | 3e  | 4e  | 5e  | 6e  | 7e  | 8e  | 9e | 10e | 11e | 12e | 13e | 14e | 15e | 16e à 20e | 21e à 30e | 31e à 40e |
| Classement général | 400 | 320 | 260 | 220 | 180 | 140 | 120 | 100 | 80 | 68  | 56  | 48  | 40  | 32  | 28  | 24        | 16        | 8         |

| Classement par points | Classement par points | Classement par points | Classement par points      | Classement par points |
| Coureuse              | Coureuse              | Pays                  | Équipe                     | Points                |
| --------------------- | --------------------- | --------------------- | -------------------------- | --------------------- |
| 1re                   | Lotte Kopecky         | Belgique              | SD Worx-Protime            | 2110 pts              |
| 2e                    | Elisa Balsamo         | Italie                | Lidl-Trek                  | 1828 pts              |
| 3e                    | Lorena Wiebes         | Pays-Bas              | SD Worx-Protime            | 1212 pts              |
| 4e                    | Elisa Longo Borghini  | Italie                | Lidl-Trek                  | 1123 pts              |
| 5e                    | Marianne Vos          | Pays-Bas              | Team Visma \| Lease a Bike | 920 pts               |
| 6e                    | Puck Pieterse         | Pays-Bas              | Fenix-Deceuninck           | 920 pts               |
| 7e                    | Neve Bradbury         | Australie             | Canyon-SRAM Racing         | 710 pts               |
| 8e                    | Shirin van Anrooij    | Pays-Bas              | Lidl-Trek                  | 684 pts               |
| 9e                    | Katarzyna Niewiadoma  | Pologne               | Canyon-SRAM Racing         | 660 pts               |
| 10e                   | Pfeiffer Georgi       | Royaume-Uni           | Team dsm-firmenich PostNL  | 632 pts               |

| Classement par points | Classement par points | Classement par points | Classement par points      | Classement par points |
| Coureuse              | Coureuse              | Pays                  | Équipe                     | Points                |
| --------------------- | --------------------- | --------------------- | -------------------------- | --------------------- |
| 1re                   | Lotte Kopecky         | Belgique              | SD Worx-Protime            | 2110 pts              |
| 2e                    | Elisa Balsamo         | Italie                | Lidl-Trek                  | 1828 pts              |
| 3e                    | Lorena Wiebes         | Pays-Bas              | SD Worx-Protime            | 1212 pts              |
| 4e                    | Elisa Longo Borghini  | Italie                | Lidl-Trek                  | 1123 pts              |
| 5e                    | Marianne Vos          | Pays-Bas              | Team Visma \| Lease a Bike | 920 pts               |
| 6e                    | Puck Pieterse         | Pays-Bas              | Fenix-Deceuninck           | 920 pts               |
| 7e                    | Neve Bradbury         | Australie             | Canyon-SRAM Racing         | 710 pts               |
| 8e                    | Shirin van Anrooij    | Pays-Bas              | Lidl-Trek                  | 684 pts               |
| 9e                    | Katarzyna Niewiadoma  | Pologne               | Canyon-SRAM Racing         | 660 pts               |
| 10e                   | Pfeiffer Georgi       | Royaume-Uni           | Team dsm-firmenich PostNL  | 632 pts               |

| Classement du meilleur jeune | Classement du meilleur jeune | Classement du meilleur jeune | Classement du meilleur jeune | Classement du meilleur jeune |
| Coureuse                     | Coureuse                     | Pays                         | Équipe                       | Points                       |
| ---------------------------- | ---------------------------- | ---------------------------- | ---------------------------- | ---------------------------- |
| 1re                          | Puck Pieterse                | Pays-Bas                     | Fenix-Deceuninck             | 30 pts                       |
| 2e                           | Shirin van Anrooij           | Pays-Bas                     | Lidl-Trek                    | 24 pts                       |
| 3e                           | Neve Bradbury                | Australie                    | Canyon-SRAM Racing           | 14 pts                       |

| Classement du meilleur jeune | Classement du meilleur jeune | Classement du meilleur jeune | Classement du meilleur jeune | Classement du meilleur jeune |
| Coureuse                     | Coureuse                     | Pays                         | Équipe                       | Points                       |
| ---------------------------- | ---------------------------- | ---------------------------- | ---------------------------- | ---------------------------- |
| 1re                          | Puck Pieterse                | Pays-Bas                     | Fenix-Deceuninck             | 30 pts                       |
| 2e                           | Shirin van Anrooij           | Pays-Bas                     | Lidl-Trek                    | 24 pts                       |
| 3e                           | Neve Bradbury                | Australie                    | Canyon-SRAM Racing           | 14 pts                       |

| Classement par équipes aux points | Classement par équipes aux points | Classement par équipes aux points | Classement par équipes aux points |
| Équipe                            | Équipe                            | Pays                              | Points                            |
| --------------------------------- | --------------------------------- | --------------------------------- | --------------------------------- |
| 1re                               | Lidl-Trek                         | États-Unis                        | 4562 pts                          |
| 2e                                | SD Worx-Protime                   | Pays-Bas                          | 4087 pts                          |
| 3e                                | Canyon-SRAM                       | Allemagne                         | 2438 pts                          |
| 4e                                | UAE Team ADQ                      | Émirats arabes unis               | 2145 pts                          |
| 5e                                | Team DSM-Firmenich PostNL         | Pays-Bas                          | 2133 pts                          |
| 6e                                | Team Visma \| Lease a Bike        | Pays-Bas                          | 1818 pts                          |
| 7e                                | FDJ-Suez                          | France                            | 1668 pts                          |
| 8e                                | Fenix-Deceuninck                  | Belgique                          | 1650 pts                          |
| 9e                                | Liv AlUla Jayco                   | Australie                         | 1435 pts                          |
| 10e                               | AG Insurance-Soudal Team          | Belgique                          | 1238 pts                          |

| Classement par équipes aux points | Classement par équipes aux points | Classement par équipes aux points | Classement par équipes aux points |
| Équipe                            | Équipe                            | Pays                              | Points                            |
| --------------------------------- | --------------------------------- | --------------------------------- | --------------------------------- |
| 1re                               | Lidl-Trek                         | États-Unis                        | 4562 pts                          |
| 2e                                | SD Worx-Protime                   | Pays-Bas                          | 4087 pts                          |
| 3e                                | Canyon-SRAM                       | Allemagne                         | 2438 pts                          |
| 4e                                | UAE Team ADQ                      | Émirats arabes unis               | 2145 pts                          |
| 5e                                | Team DSM-Firmenich PostNL         | Pays-Bas                          | 2133 pts                          |
| 6e                                | Team Visma \| Lease a Bike        | Pays-Bas                          | 1818 pts                          |
| 7e                                | FDJ-Suez                          | France                            | 1668 pts                          |
| 8e                                | Fenix-Deceuninck                  | Belgique                          | 1650 pts                          |
| 9e                                | Liv AlUla Jayco                   | Australie                         | 1435 pts                          |
| 10e                               | AG Insurance-Soudal Team          | Belgique                          | 1238 pts                          |

## Liste des participantes
| Légende | Légende                                                                    | Légende | Légende                                                    |
| ------- | -------------------------------------------------------------------------- | ------- | ---------------------------------------------------------- |
| Num     | Dossard de départ porté par le coureur sur ce Paris-Roubaix                | Pos     | Position à l'arrivée de la course                          |
|         | Indique un maillot de champion national ou mondial, suivi de sa spécialité | NP      | Indique un coureur qui n'a pas pris le départ de la course |
| AB      | Indique un coureur qui n'a pas terminé la course                           | HD      | Indique un coureur qui a terminé la course hors des délais |

| EF Education-Cannondale EFC | EF Education-Cannondale EFC  | EF Education-Cannondale EFC |
| --------------------------- | ---------------------------- | --------------------------- |
| Num                         | Coureuse                     | Pos                         |
| 1                           | Alison Jackson (CAN) (route) | 27e                         |
| 2                           | Letizia Borghesi (ITA)       | 13e                         |
| 3                           | Lotta Henttala (FIN)         | AB                          |
| 4                           | Nina Kessler (NED)           | 56e                         |
| 5                           | Coryn Labecki (USA)          | 81e                         |
| 6                           | Noemi Rüegg (SUI)            | 88e                         |

| Human Powered Health HPH | Human Powered Health HPH  | Human Powered Health HPH |
| ------------------------ | ------------------------- | ------------------------ |
| Num                      | Coureuse                  | Pos                      |
| 11                       | Katia Ragusa (ITA)        | 53e                      |
| 12                       | Audrey Cordon-Ragot (FRA) | 50e                      |
| 13                       | Maëlle Grossetête (FRA)   | 34e                      |
| 14                       | Romy Kasper (GER)         | 38e                      |
| 15                       | Lily Williams (USA)       | 45e                      |
| 16                       | Alice Wood (GBR)          | 73e                      |

| Fenix-Deceuninck FED | Fenix-Deceuninck FED          | Fenix-Deceuninck FED |
| -------------------- | ----------------------------- | -------------------- |
| Num                  | Coureuse                      | Pos                  |
| 21                   | Marthe Truyen (BEL)           | 20e                  |
| 22                   | Sanne Cant (BEL)              | 63e                  |
| 23                   | Millie Couzens (GBR)          | 82e                  |
| 24                   | Julie De Wilde (BEL)          | 62e                  |
| 25                   | Evy Kuijpers (NED)            | 15e                  |
| 26                   | Christina Schweinberger (AUT) | 17e                  |

| SD Worx-Protime SDW | SD Worx-Protime SDW             | SD Worx-Protime SDW |
| ------------------- | ------------------------------- | ------------------- |
| Num                 | Coureuse                        | Pos                 |
| 31                  | Lotte Kopecky (BEL) (route)     | 1re                 |
| 32                  | Elena Cecchini (ITA)            | 44e                 |
| 33                  | Barbara Guarischi (ITA)         | AB                  |
| 34                  | Christine Majerus (LUX) (route) | 85e                 |
| 35                  | Femke Markus (NED)              | 48e                 |
| 36                  | Lorena Wiebes (NED)             | 7e                  |

| St Michel-Mavic-Auber 93 AUB | St Michel-Mavic-Auber 93 AUB | St Michel-Mavic-Auber 93 AUB |
| ---------------------------- | ---------------------------- | ---------------------------- |
| Num                          | Coureuse                     | Pos                          |
| 41                           | Alison Avoine (FRA)          | 79e                          |
| 42                           | Roxane Fournier (FRA)        | HD                           |
| 43                           | Célia Le Mouël (FRA)         | AB                           |
| 44                           | Margot Pompanon (FRA)        | 94e                          |
| 45                           | Elyne Roussel (FRA)          | HD                           |
| 46                           | Camille Fahy (FRA)           | AB                           |

| Team Visma \| Lease a Bike TVL | Team Visma \| Lease a Bike TVL | Team Visma \| Lease a Bike TVL |
| ------------------------------ | ------------------------------ | ------------------------------ |
| Num                            | Coureuse                       | Pos                            |
| 51                             | Marianne Vos (NED)             | 4e                             |
| 52                             | Lieke Nooijen (NED)            | 19e                            |
| 53                             | Linda Riedmann (GER)           | 47e                            |
| 54                             | Nienke Veenhoven (NED)         | 74e                            |
| 55                             | Margaux Vigié (FRA)            | 35e                            |
| 56                             | Sophie von Berswordt (NED)     | 14e                            |

| Lidl-Trek LTK | Lidl-Trek LTK           | Lidl-Trek LTK |
| ------------- | ----------------------- | ------------- |
| Num           | Coureuse                | Pos           |
| 61            | Elisa Balsamo (ITA)     | 2e            |
| 62            | Elynor Bäckstedt (GBR)  | 65e           |
| 63            | Lucinda Brand (NED)     | AB            |
| 64            | Lauretta Hanson (AUS)   | 66e           |
| 65            | Ilaria Sanguineti (ITA) | 70e           |
| 66            | Ellen van Dijk (NED)    | 6e            |

| Canyon-SRAM Racing CSR | Canyon-SRAM Racing CSR         | Canyon-SRAM Racing CSR |
| ---------------------- | ------------------------------ | ---------------------- |
| Num                    | Coureuse                       | Pos                    |
| 71                     | Elise Chabbey (SUI)            | 11e                    |
| 72                     | Zoe Bäckstedt (GBR)            | 16e                    |
| 73                     | Tiffany Cromwell (AUS)         | 24e                    |
| 74                     | Soraya Paladin (ITA)           | 64e                    |
| 75                     | Agnieszka Skalniak-Sójka (POL) | NP                     |
| 76                     | Alice Towers (GBR)             | 58e                    |

| Team dsm-firmenich PostNL DFP | Team dsm-firmenich PostNL DFP | Team dsm-firmenich PostNL DFP |
| ----------------------------- | ----------------------------- | ----------------------------- |
| Num                           | Coureuse                      | Pos                           |
| 81                            | Pfeiffer Georgi (GBR) (route) | 3e                            |
| 82                            | Rachele Barbieri (ITA)        | 29e                           |
| 83                            | Daniek Hengeveld (NED)        | 87e                           |
| 84                            | Franziska Koch (GER)          | 32e                           |
| 85                            | Charlotte Kool (NED)          | 90e                           |
| 86                            | Josie Nelson (GBR)            | 89e                           |

| FDJ-Suez FST | FDJ-Suez FST          | FDJ-Suez FST |
| ------------ | --------------------- | ------------ |
| Num          | Coureuse              | Pos          |
| 91           | Grace Brown (AUS)     | 61e          |
| 92           | Amber Kraak (NED)     | 5e           |
| 93           | Marie Le Net (FRA)    | 9e           |
| 94           | Gladys Verhulst (FRA) | 12e          |
| 95           | Alessia Vigilia (ITA) | 25e          |
| 96           | Jade Wiel (FRA)       | 28e          |

| Ceratizit-WNT Pro Cycling WNT | Ceratizit-WNT Pro Cycling WNT | Ceratizit-WNT Pro Cycling WNT |
| ----------------------------- | ----------------------------- | ----------------------------- |
| Num                           | Coureuse                      | Pos                           |
| 101                           | Marta Lach (POL)              | 22e                           |
| 102                           | Sandra Alonso (ESP)           | 68e                           |
| 103                           | Nina Berton (LUX)             | 40e                           |
| 104                           | Mylène de Zoete (NED)         | 86e                           |
| 105                           | Arianna Fidanza (ITA)         | AB                            |
| 106                           | Kathrin Schweinberger (AUT)   | 33e                           |

| UAE Team ADQ UAD | UAE Team ADQ UAD                  | UAE Team ADQ UAD |
| ---------------- | --------------------------------- | ---------------- |
| Num              | Coureuse                          | Pos              |
| 111              | Chiara Consonni (ITA)             | 30e              |
| 112              | Anastasia Carbonari (LAT) (route) | 97e              |
| 113              | Elizabeth Holden (GBR)            | 67e              |
| 114              | Karolina Kumięga (POL)            | AB               |

| Liv AlUla Jayco LAJ | Liv AlUla Jayco LAJ       | Liv AlUla Jayco LAJ |
| ------------------- | ------------------------- | ------------------- |
| Num                 | Coureuse                  | Pos                 |
| 121                 | Letizia Paternoster (ITA) | 21e                 |
| 122                 | Teniel Campbell (TTO)     | 39e                 |
| 123                 | Georgie Howe (AUS)        | 60e                 |
| 124                 | Jeanne Korevaar (NED)     | 36e                 |
| 125                 | Amber Pate (AUS)          | 43e                 |
| 126                 | Silke Smulders (NED)      | AB                  |

| Uno-X Mobility UXM | Uno-X Mobility UXM              | Uno-X Mobility UXM |
| ------------------ | ------------------------------- | ------------------ |
| Num                | Coureuse                        | Pos                |
| 131                | Maria Giulia Confalonieri (ITA) | 26e                |
| 132                | Anniina Ahtosalo (FIN) (route)  | 54e                |
| 133                | Susanne Andersen (NOR) (route)  | 23e                |
| 134                | Amalie Dideriksen (DEN)         | 31e                |
| 135                | Rebecca Koerner (DEN) (route)   | 96e                |

| AG Insurance-Soudal Team AGS | AG Insurance-Soudal Team AGS       | AG Insurance-Soudal Team AGS |
| ---------------------------- | ---------------------------------- | ---------------------------- |
| Num                          | Coureuse                           | Pos                          |
| 141                          | Kimberley Le Court de Billot (MRI) | 10e                          |
| 142                          | Maaike Boogaard (NED)              | NP                           |
| 143                          | Anya Louw (AUS)                    | 57e                          |
| 144                          | Ilse Pluimers (NED)                | 41e                          |
| 145                          | Maud Rijnbeek (NED)                | 42e                          |

| Cofidis COF | Cofidis COF                    | Cofidis COF |
| ----------- | ------------------------------ | ----------- |
| Num         | Coureuse                       | Pos         |
| 151         | Victoire Berteau (FRA) (route) | 8e          |
| 152         | Alana Castrique (BEL)          | 95e         |
| 153         | Valentine Fortin (FRA)         | 46e         |
| 154         | Sarah Roy (AUS)                | 69e         |
| 155         | Josie Talbot (AUS)             | 59e         |
| 156         | Kirstie van Haaften (NED)      | HD          |

| Lifeplus Wahoo LPW | Lifeplus Wahoo LPW         | Lifeplus Wahoo LPW |
| ------------------ | -------------------------- | ------------------ |
| Num                | Coureuse                   | Pos                |
| 161                | Eluned King (GBR)          | 76e                |
| 162                | Kristýna Burlová (CZE)     | 93e                |
| 163                | Alicia González (ESP)      | 49e                |
| 164                | Maddie Leech (GBR)         | 84e                |
| 165                | Kaja Rysz (POL)            | 83e                |
| 166                | Babette van der Wolf (NED) | 77e                |

| Movistar Team MOV | Movistar Team MOV            | Movistar Team MOV |
| ----------------- | ---------------------------- | ----------------- |
| Num               | Coureuse                     | Pos               |
| 171               | Emma Norsgaard (DEN)         | AB                |
| 172               | Aude Biannic (FRA)           | AB                |
| 173               | Sheyla Gutiérrez (ESP)       | AB                |
| 174               | Laura Ruiz Pérez (ESP)       | HD                |
| 175               | Lucia Ruiz Pérez (ESP)       | 80e               |
| 176               | Arlenis Sierra (CUB) (route) | 18e               |

| Arkéa-B&B Hotels Women ARK | Arkéa-B&B Hotels Women ARK    | Arkéa-B&B Hotels Women ARK |
| -------------------------- | ----------------------------- | -------------------------- |
| Num                        | Coureuse                      | Pos                        |
| 181                        | Marie-Morgane Le Deunff (FRA) | AB                         |
| 182                        | Danielle De Francesco (AUS)   | HD                         |
| 183                        | Emilia Fahlin (SWE) (route)   | AB                         |
| 184                        | Amandine Fouquenet (FRA)      | 55e                        |
| 185                        | Anaïs Morichon (FRA)          | AB                         |
| 186                        | Maurène Trégouët (FRA)        | AB                         |

| VolkerWessels VWT | VolkerWessels VWT       | VolkerWessels VWT |
| ----------------- | ----------------------- | ----------------- |
| Num               | Coureuse                | Pos               |
| 191               | Femke Beuling (NED)     | HD                |
| 192               | Meis Poland (NED)       | HD                |
| 193               | Scarlett Souren (NED)   | 52e               |
| 194               | Lisa Van Helvoirt (NED) | AB                |
| 195               | Sofie van Rooijen (NED) | 51e               |
| 196               | Marith Vanhove (BEL)    | HD                |

| Roland CGS | Roland CGS                    | Roland CGS |
| ---------- | ----------------------------- | ---------- |
| Num        | Coureuse                      | Pos        |
| 201        | Maggie Coles-Lyster (CAN)     | AB         |
| 202        | Sofia Collinelli (ITA)        | HD         |
| 203        | Nathalie Eklund (SWE)         | AB         |
| 204        | Nguyễn Thị Thật (VIE) (route) | AB         |
| 205        | Sylvie Swinkels (NED)         | HD         |
| 206        | Giorgia Vettorello (ITA)      | HD         |

| Winspace WIN | Winspace WIN             | Winspace WIN |
| ------------ | ------------------------ | ------------ |
| Num          | Coureuse                 | Pos          |
| 211          | Constance Valentin (FRA) | 91e          |
| 212          | Julia Aubry (FRA)        | AB           |
| 213          | Floraine Bernard (FRA)   | HD           |
| 214          | Aurela Nerlo (POL)       | HD           |
| 215          | Xin Tang (CHN)           | HD           |
| 216          | Luyao Zeng (CHN)         |              |

| Team Coop-Repsol HPU | Team Coop-Repsol HPU    | Team Coop-Repsol HPU |
| -------------------- | ----------------------- | -------------------- |
| Num                  | Coureuse                | Pos                  |
| 221                  | April Tacey (GBR)       | 72e                  |
| 222                  | Camilla Rånes Bye (NOR) | 37e                  |
| 223                  | Monica Greenwood (GBR)  | 78e                  |
| 224                  | Stina Kagevi (SWE)      | HD                   |
| 225                  | Aidi Gerde Tuisk (EST)  | HD                   |
| 226                  | Eline Van Rooijen (NED) | 71e                  |

| Team Komugi-Grand Est GEK | Team Komugi-Grand Est GEK | Team Komugi-Grand Est GEK |
| ------------------------- | ------------------------- | ------------------------- |
| Num                       | Coureuse                  | Pos                       |
| 231                       | Laury Milette (CAN)       | 75e                       |
| 232                       | Fabienne Buri (SUI)       | HD                        |
| 233                       | Victoire Joncheray (FRA)  | HD                        |
| 234                       | Eliška Kvasničková (CZE)  | 92e                       |
| 235                       | Silvia Magri (ITA)        | HD                        |
| 236                       | Josephine Peloquin (CAN)  | HD                        |

| EF Education-Cannondale EFC | EF Education-Cannondale EFC  | EF Education-Cannondale EFC |
| --------------------------- | ---------------------------- | --------------------------- |
| Num                         | Coureuse                     | Pos                         |
| 1                           | Alison Jackson (CAN) (route) | 27e                         |
| 2                           | Letizia Borghesi (ITA)       | 13e                         |
| 3                           | Lotta Henttala (FIN)         | AB                          |
| 4                           | Nina Kessler (NED)           | 56e                         |
| 5                           | Coryn Labecki (USA)          | 81e                         |
| 6                           | Noemi Rüegg (SUI)            | 88e                         |

| Human Powered Health HPH | Human Powered Health HPH  | Human Powered Health HPH |
| ------------------------ | ------------------------- | ------------------------ |
| Num                      | Coureuse                  | Pos                      |
| 11                       | Katia Ragusa (ITA)        | 53e                      |
| 12                       | Audrey Cordon-Ragot (FRA) | 50e                      |
| 13                       | Maëlle Grossetête (FRA)   | 34e                      |
| 14                       | Romy Kasper (GER)         | 38e                      |
| 15                       | Lily Williams (USA)       | 45e                      |
| 16                       | Alice Wood (GBR)          | 73e                      |

| Fenix-Deceuninck FED | Fenix-Deceuninck FED          | Fenix-Deceuninck FED |
| -------------------- | ----------------------------- | -------------------- |
| Num                  | Coureuse                      | Pos                  |
| 21                   | Marthe Truyen (BEL)           | 20e                  |
| 22                   | Sanne Cant (BEL)              | 63e                  |
| 23                   | Millie Couzens (GBR)          | 82e                  |
| 24                   | Julie De Wilde (BEL)          | 62e                  |
| 25                   | Evy Kuijpers (NED)            | 15e                  |
| 26                   | Christina Schweinberger (AUT) | 17e                  |

| SD Worx-Protime SDW | SD Worx-Protime SDW             | SD Worx-Protime SDW |
| ------------------- | ------------------------------- | ------------------- |
| Num                 | Coureuse                        | Pos                 |
| 31                  | Lotte Kopecky (BEL) (route)     | 1re                 |
| 32                  | Elena Cecchini (ITA)            | 44e                 |
| 33                  | Barbara Guarischi (ITA)         | AB                  |
| 34                  | Christine Majerus (LUX) (route) | 85e                 |
| 35                  | Femke Markus (NED)              | 48e                 |
| 36                  | Lorena Wiebes (NED)             | 7e                  |

| St Michel-Mavic-Auber 93 AUB | St Michel-Mavic-Auber 93 AUB | St Michel-Mavic-Auber 93 AUB |
| ---------------------------- | ---------------------------- | ---------------------------- |
| Num                          | Coureuse                     | Pos                          |
| 41                           | Alison Avoine (FRA)          | 79e                          |
| 42                           | Roxane Fournier (FRA)        | HD                           |
| 43                           | Célia Le Mouël (FRA)         | AB                           |
| 44                           | Margot Pompanon (FRA)        | 94e                          |
| 45                           | Elyne Roussel (FRA)          | HD                           |
| 46                           | Camille Fahy (FRA)           | AB                           |

| Team Visma \| Lease a Bike TVL | Team Visma \| Lease a Bike TVL | Team Visma \| Lease a Bike TVL |
| ------------------------------ | ------------------------------ | ------------------------------ |
| Num                            | Coureuse                       | Pos                            |
| 51                             | Marianne Vos (NED)             | 4e                             |
| 52                             | Lieke Nooijen (NED)            | 19e                            |
| 53                             | Linda Riedmann (GER)           | 47e                            |
| 54                             | Nienke Veenhoven (NED)         | 74e                            |
| 55                             | Margaux Vigié (FRA)            | 35e                            |
| 56                             | Sophie von Berswordt (NED)     | 14e                            |

| Lidl-Trek LTK | Lidl-Trek LTK           | Lidl-Trek LTK |
| ------------- | ----------------------- | ------------- |
| Num           | Coureuse                | Pos           |
| 61            | Elisa Balsamo (ITA)     | 2e            |
| 62            | Elynor Bäckstedt (GBR)  | 65e           |
| 63            | Lucinda Brand (NED)     | AB            |
| 64            | Lauretta Hanson (AUS)   | 66e           |
| 65            | Ilaria Sanguineti (ITA) | 70e           |
| 66            | Ellen van Dijk (NED)    | 6e            |

| Canyon-SRAM Racing CSR | Canyon-SRAM Racing CSR         | Canyon-SRAM Racing CSR |
| ---------------------- | ------------------------------ | ---------------------- |
| Num                    | Coureuse                       | Pos                    |
| 71                     | Elise Chabbey (SUI)            | 11e                    |
| 72                     | Zoe Bäckstedt (GBR)            | 16e                    |
| 73                     | Tiffany Cromwell (AUS)         | 24e                    |
| 74                     | Soraya Paladin (ITA)           | 64e                    |
| 75                     | Agnieszka Skalniak-Sójka (POL) | NP                     |
| 76                     | Alice Towers (GBR)             | 58e                    |

| Team dsm-firmenich PostNL DFP | Team dsm-firmenich PostNL DFP | Team dsm-firmenich PostNL DFP |
| ----------------------------- | ----------------------------- | ----------------------------- |
| Num                           | Coureuse                      | Pos                           |
| 81                            | Pfeiffer Georgi (GBR) (route) | 3e                            |
| 82                            | Rachele Barbieri (ITA)        | 29e                           |
| 83                            | Daniek Hengeveld (NED)        | 87e                           |
| 84                            | Franziska Koch (GER)          | 32e                           |
| 85                            | Charlotte Kool (NED)          | 90e                           |
| 86                            | Josie Nelson (GBR)            | 89e                           |

| FDJ-Suez FST | FDJ-Suez FST          | FDJ-Suez FST |
| ------------ | --------------------- | ------------ |
| Num          | Coureuse              | Pos          |
| 91           | Grace Brown (AUS)     | 61e          |
| 92           | Amber Kraak (NED)     | 5e           |
| 93           | Marie Le Net (FRA)    | 9e           |
| 94           | Gladys Verhulst (FRA) | 12e          |
| 95           | Alessia Vigilia (ITA) | 25e          |
| 96           | Jade Wiel (FRA)       | 28e          |

| Ceratizit-WNT Pro Cycling WNT | Ceratizit-WNT Pro Cycling WNT | Ceratizit-WNT Pro Cycling WNT |
| ----------------------------- | ----------------------------- | ----------------------------- |
| Num                           | Coureuse                      | Pos                           |
| 101                           | Marta Lach (POL)              | 22e                           |
| 102                           | Sandra Alonso (ESP)           | 68e                           |
| 103                           | Nina Berton (LUX)             | 40e                           |
| 104                           | Mylène de Zoete (NED)         | 86e                           |
| 105                           | Arianna Fidanza (ITA)         | AB                            |
| 106                           | Kathrin Schweinberger (AUT)   | 33e                           |

| UAE Team ADQ UAD | UAE Team ADQ UAD                  | UAE Team ADQ UAD |
| ---------------- | --------------------------------- | ---------------- |
| Num              | Coureuse                          | Pos              |
| 111              | Chiara Consonni (ITA)             | 30e              |
| 112              | Anastasia Carbonari (LAT) (route) | 97e              |
| 113              | Elizabeth Holden (GBR)            | 67e              |
| 114              | Karolina Kumięga (POL)            | AB               |

| Liv AlUla Jayco LAJ | Liv AlUla Jayco LAJ       | Liv AlUla Jayco LAJ |
| ------------------- | ------------------------- | ------------------- |
| Num                 | Coureuse                  | Pos                 |
| 121                 | Letizia Paternoster (ITA) | 21e                 |
| 122                 | Teniel Campbell (TTO)     | 39e                 |
| 123                 | Georgie Howe (AUS)        | 60e                 |
| 124                 | Jeanne Korevaar (NED)     | 36e                 |
| 125                 | Amber Pate (AUS)          | 43e                 |
| 126                 | Silke Smulders (NED)      | AB                  |

| Uno-X Mobility UXM | Uno-X Mobility UXM              | Uno-X Mobility UXM |
| ------------------ | ------------------------------- | ------------------ |
| Num                | Coureuse                        | Pos                |
| 131                | Maria Giulia Confalonieri (ITA) | 26e                |
| 132                | Anniina Ahtosalo (FIN) (route)  | 54e                |
| 133                | Susanne Andersen (NOR) (route)  | 23e                |
| 134                | Amalie Dideriksen (DEN)         | 31e                |
| 135                | Rebecca Koerner (DEN) (route)   | 96e                |

| AG Insurance-Soudal Team AGS | AG Insurance-Soudal Team AGS       | AG Insurance-Soudal Team AGS |
| ---------------------------- | ---------------------------------- | ---------------------------- |
| Num                          | Coureuse                           | Pos                          |
| 141                          | Kimberley Le Court de Billot (MRI) | 10e                          |
| 142                          | Maaike Boogaard (NED)              | NP                           |
| 143                          | Anya Louw (AUS)                    | 57e                          |
| 144                          | Ilse Pluimers (NED)                | 41e                          |
| 145                          | Maud Rijnbeek (NED)                | 42e                          |

| Cofidis COF | Cofidis COF                    | Cofidis COF |
| ----------- | ------------------------------ | ----------- |
| Num         | Coureuse                       | Pos         |
| 151         | Victoire Berteau (FRA) (route) | 8e          |
| 152         | Alana Castrique (BEL)          | 95e         |
| 153         | Valentine Fortin (FRA)         | 46e         |
| 154         | Sarah Roy (AUS)                | 69e         |
| 155         | Josie Talbot (AUS)             | 59e         |
| 156         | Kirstie van Haaften (NED)      | HD          |

| Lifeplus Wahoo LPW | Lifeplus Wahoo LPW         | Lifeplus Wahoo LPW |
| ------------------ | -------------------------- | ------------------ |
| Num                | Coureuse                   | Pos                |
| 161                | Eluned King (GBR)          | 76e                |
| 162                | Kristýna Burlová (CZE)     | 93e                |
| 163                | Alicia González (ESP)      | 49e                |
| 164                | Maddie Leech (GBR)         | 84e                |
| 165                | Kaja Rysz (POL)            | 83e                |
| 166                | Babette van der Wolf (NED) | 77e                |

| Movistar Team MOV | Movistar Team MOV            | Movistar Team MOV |
| ----------------- | ---------------------------- | ----------------- |
| Num               | Coureuse                     | Pos               |
| 171               | Emma Norsgaard (DEN)         | AB                |
| 172               | Aude Biannic (FRA)           | AB                |
| 173               | Sheyla Gutiérrez (ESP)       | AB                |
| 174               | Laura Ruiz Pérez (ESP)       | HD                |
| 175               | Lucia Ruiz Pérez (ESP)       | 80e               |
| 176               | Arlenis Sierra (CUB) (route) | 18e               |

| Arkéa-B&B Hotels Women ARK | Arkéa-B&B Hotels Women ARK    | Arkéa-B&B Hotels Women ARK |
| -------------------------- | ----------------------------- | -------------------------- |
| Num                        | Coureuse                      | Pos                        |
| 181                        | Marie-Morgane Le Deunff (FRA) | AB                         |
| 182                        | Danielle De Francesco (AUS)   | HD                         |
| 183                        | Emilia Fahlin (SWE) (route)   | AB                         |
| 184                        | Amandine Fouquenet (FRA)      | 55e                        |
| 185                        | Anaïs Morichon (FRA)          | AB                         |
| 186                        | Maurène Trégouët (FRA)        | AB                         |

| VolkerWessels VWT | VolkerWessels VWT       | VolkerWessels VWT |
| ----------------- | ----------------------- | ----------------- |
| Num               | Coureuse                | Pos               |
| 191               | Femke Beuling (NED)     | HD                |
| 192               | Meis Poland (NED)       | HD                |
| 193               | Scarlett Souren (NED)   | 52e               |
| 194               | Lisa Van Helvoirt (NED) | AB                |
| 195               | Sofie van Rooijen (NED) | 51e               |
| 196               | Marith Vanhove (BEL)    | HD                |

| Roland CGS | Roland CGS                    | Roland CGS |
| ---------- | ----------------------------- | ---------- |
| Num        | Coureuse                      | Pos        |
| 201        | Maggie Coles-Lyster (CAN)     | AB         |
| 202        | Sofia Collinelli (ITA)        | HD         |
| 203        | Nathalie Eklund (SWE)         | AB         |
| 204        | Nguyễn Thị Thật (VIE) (route) | AB         |
| 205        | Sylvie Swinkels (NED)         | HD         |
| 206        | Giorgia Vettorello (ITA)      | HD         |

| Winspace WIN | Winspace WIN             | Winspace WIN |
| ------------ | ------------------------ | ------------ |
| Num          | Coureuse                 | Pos          |
| 211          | Constance Valentin (FRA) | 91e          |
| 212          | Julia Aubry (FRA)        | AB           |
| 213          | Floraine Bernard (FRA)   | HD           |
| 214          | Aurela Nerlo (POL)       | HD           |
| 215          | Xin Tang (CHN)           | HD           |
| 216          | Luyao Zeng (CHN)         |              |

| Team Coop-Repsol HPU | Team Coop-Repsol HPU    | Team Coop-Repsol HPU |
| -------------------- | ----------------------- | -------------------- |
| Num                  | Coureuse                | Pos                  |
| 221                  | April Tacey (GBR)       | 72e                  |
| 222                  | Camilla Rånes Bye (NOR) | 37e                  |
| 223                  | Monica Greenwood (GBR)  | 78e                  |
| 224                  | Stina Kagevi (SWE)      | HD                   |
| 225                  | Aidi Gerde Tuisk (EST)  | HD                   |
| 226                  | Eline Van Rooijen (NED) | 71e                  |

| Team Komugi-Grand Est GEK | Team Komugi-Grand Est GEK | Team Komugi-Grand Est GEK |
| ------------------------- | ------------------------- | ------------------------- |
| Num                       | Coureuse                  | Pos                       |
| 231                       | Laury Milette (CAN)       | 75e                       |
| 232                       | Fabienne Buri (SUI)       | HD                        |
| 233                       | Victoire Joncheray (FRA)  | HD                        |
| 234                       | Eliška Kvasničková (CZE)  | 92e                       |
| 235                       | Silvia Magri (ITA)        | HD                        |
| 236                       | Josephine Peloquin (CAN)  | HD                        |

## Primes
Les primes suivantes sont accordées, :
| Position | 1er      | 2e       | 3e      | 4e      | 5e      | 6e      | 7e    | 8e    | 9e    | 10e   |
| Prix     | 20 000 € | 11 000 € | 6 000 € | 3 000 € | 2 500 € | 1 500 € | 800 € | 600 € | 500 € | 400 € |